# Seniorat myjavski
Seniorat myjavski (słow. Myjavský seniorát) – jeden z senioratów Dystryktu Zachodniego  Ewangelickiego Kościoła Augsburskiego Wyznania na Słowacji z siedzibą w Vrbovcach. Na seniorat składa się 16 zborów z 18.836 członkami.
W jego skład wchodzą zbory: Brezová pod Bradlom, Bukovec, Častkov, Hlboké, Holíč, Kostolné, Košariská – Priepasné, Krajné, Myjava, Prietrž, Senica, Senica-Čáčov, Skalica, Sobotište, Turá Lúka, Vrbovce.